# Hoa hậu Thế giới 1996

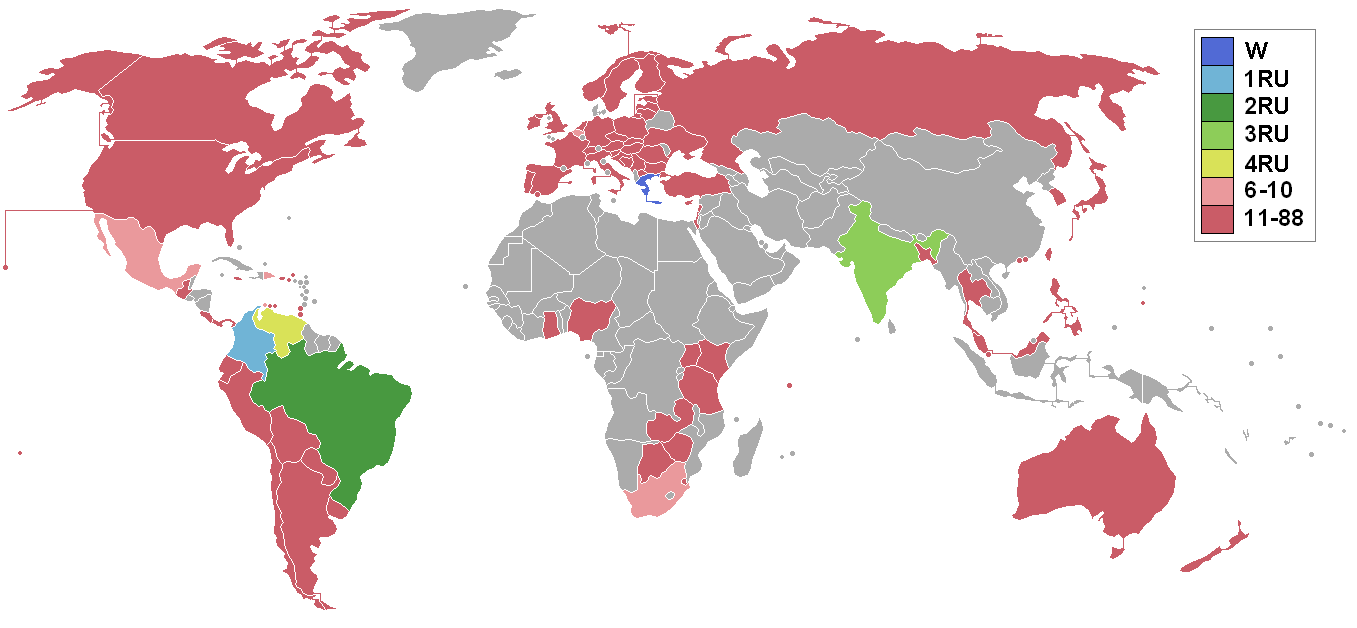
Các quốc gia và vùng lãnh thổ tham dự cuộc thi và kết quả

Hoa hậu Thế giới 1996, là cuộc thi Hoa hậu Thế giới lần thứ 46 được diễn ra ngày 22 tháng 11 năm 1996 tại thành phố Bengaluru, Ấn Độ. Các phần thi bán kết diễn ra ở quần đảo Seychelles. 88 thí sinh từ khắp nơi trên thế giới đã cùng nhau tụ hội về đây để tham dự cuộc thi. Đêm chung kết Irene Skliva đến từ Hy Lạp đã chiến thắng.

## Kết quả

### Thứ hạng
| Kết quả               | Thí sinh |
| --------------------- | --- |
| Hoa hậu Thế giới 1996 | - Hy Lạp – Irene Skliva |
| Á hậu 1               | - Colombia – Carolina Arango |
| Á hậu 2               | - Brazil – Anuska Valéria Prado |
| Top 5                 | - Ấn Độ – Rani Jeyraj - Venezuela – Ana Cepinska |
| Top 10                | - Aruba – Afranina Henriquez - Bỉ – Laurence Borremans - Cộng hòa Dominican – Idelsa Núñez - Mexico – Yessica Salazar - Nam Phi – Peggy-Sue Khumalo |

### Giải thưởng đặc biệt
| Giải thưởng                 | Thí sinh                    |
| --------------------------- | --------------------------- |
| Hoa hậu Cá tính             | - Philippines – Daisy Reyes |
| Hoa hậu Ảnh                 | - Venezuela – Ana Cepinska  |
| Trang phục dạ hội đẹp nhất  | - Ấn Độ – Rani Jeyraj       |
| Trang phục áo tắm đẹp nhất  | - Mexico – Yessica Salazar  |
| Trang phục dân tộc đẹp nhất | - Brazil – Anuska Prado     |

### Các nữ hoàng sắc đẹp khu vực
| Khu vực                 | Thí sinh                      |
| ----------------------- | ----------------------------- |
| Châu Á & Châu Đại Dương | - Ấn Độ – Rani Jeyraj         |
| Châu Âu                 | - Hy Lạp – Irene Skliva       |
| Châu Phi                | - Nam Phi – Peggy-Sue Khumalo |
| Châu Mỹ                 | - Colombia – Carolina Arango  |
| Vùng Caribê             | - Aruba – Afranina Henriques  |

## Các thí sinh
| - Quần đảo Virgin (Mỹ) - Emoliere Williams - Argentina - Fernanda Fernández Ramírez - Aruba - Afranina Henriquez - Úc - Nicole Smith - Áo - Bettina Buxbaumer - Bangladesh - Rehnuma Dilruba - Bỉ - Laurence Borremans - Bolivia - Andrea Mariana Forti Sandoval - Bonaire - Jhane Louise Landwier - Bosna và Hercegovina - Belma Zvrko - Botswana - Joyce Manase - Brasil - Anuska Valeria Prado - Quần đảo Virgin (Anh) - Ayana Glasgow - Bulgaria - Viara Kamenova - Canada - Michelle Carrie Lillian Weswaldi - Chile - Luz Francisca Valenzuela Höllzer - Trung Hoa Dân Quốc - Trần Hiểu Phân - Colombia - Carolina Arango Corrales - Costa Rica - Natalia Carvajal Lorenzo - Croatia - Vanja Rupena - Curaçao - Yaundra Angelica Faulborn - Síp - Maria Papaprodromou - Cộng hòa Séc - Petra Minartova - Cộng hòa Dominica - Idelsa Núñez Torres - Ecuador - Jennifer Lynn Graham Dumani - Estonia - Mari-Liis Kapustin - Phần Lan - Hanna Hirvonen - Pháp - Séverine Derouallé - Đức - Melanie Ernst - Ghana - Sheila Azuntaba - Gibraltar - Samantha Lane - Hy Lạp - Irene Skliva - Grenada - Aria Johnson - Guam - Aileen Maravilla - Guatemala - Maria Gabriela Rosales Castellanos - Hà Lan - Petra Hoost - Hồng Kông - Phan Chi Lị - Hungary - Andrea Deak - Ấn Độ - Rani Jeyraj - Ireland - Niamh Marie Redmond - Israel - Talia Lewenthal - Ý - Mara de Gennaro - Jamaica - Selena Delgado - Nhật Bản - Miyuki Fujii | - Kenya - Pritpal Kulwant Dhamu - Hàn Quốc - Seol Soo-jin - Latvia - Anta Dukere - Liban - Nisrine Sami Nasr - Litva - Daiva Anuzyte - Ma Cao - Guiomar Madeira da Silva Pedruco - Macedonia - Vera Mesterovic - Malaysia - Qu-an How Cheok Kuan - México - Yessica Salazar Gonzalez - New Zealand - Kelly Rose Mischiewski - Nigeria - Emma Komlousy - Na Uy - Eva Sjøholt - Panama - Norma Elida Perez Rodríguez - Paraguay - Maria Ingrid Götze Scheunemann - Peru - Monica Chácon de Vettori - Philippines - Daisy Garcia Reyes - Ba Lan - Agnieszka Zielińska - Bồ Đào Nha - Ana Mafalda Schaefer de Almeida Santos - Puerto Rico - Marissa de la Caridad Hernández - România - Carmen Radoi - Nga - Viktoriya Tsapitsina - Seychelles - Christina Pillay - Singapore - Carol Tan - Slovakia - Linda Lencova - Slovenia - Alenka Vindiš - Nam Phi - Peggy-Sue Khumalo - Tây Ban Nha - Patricia Ruiz Fernández - Swaziland - Olive Healy - Thụy Điển - Åsa Johansson - Thụy Sĩ - Melanie Winiger - Tahiti - Hinerava Hiro - Tanzania - Shose Akaro Sinare - Thái Lan - Sirinya Winsiri - Trinidad & Tobago - Sharda Ramlogan - Thổ Nhĩ Kỳ - Serpil Sevilay Ozturk - Uganda - Sheba Kerere - Ukraina - Nataliya Shvachko - Vương quốc Anh - Rachael Liza Warner - Hoa Kỳ - Kelly Webber - Uruguay - Claudia Veronica Gallaretta Olmedo - Venezuela - Ana Cepinska Miszak - Cộng hòa Liên bang Nam Tư - Slavica Krivokuca - Zambia - Alice Banda - Zimbabwe - Nomsa Ndiweni |